# Градиент (компьютерная графика)

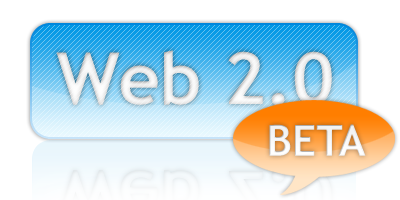
Логотип, созданный с применением градиента.

Градие́нт (англ. Gradient) — вид заливки в компьютерной графике, которая по заданным параметрам цвета в ключевых точках рассчитывает промежуточные цвета остальных точек. При этом создаются плавные переходы из одного цвета в другой. Обычно в градиенте можно использовать более двух цветов и дополнительно указывать настройки прозрачности и смещения границы цветов.
Кроме того, для удобства обозначения, градиентом часто называют сами цвета отправных точек, относительно которых происходит расчет заливки. При этом слово градиент имеет смысловую окраску «максимальная градация цвета» или «максимальный уклон, отклонение» достигнутое цветом в этой точке.
Основные виды градиентов:
- Линейный — ключевые точки располагаются на одной прямой.

- Круговой — относительно первой ключевой точки строятся концентрические окружности, цвет которых зависит от расположения остальных ключевых точек.

- Угловой (конусный) — ключевые точки располагаются по кругу.

- Отражённый — похож на линейный, составляется из двух частей: линейного градиента и его воображаемого отражения в зеркале.

- Ромбовидный (алмазный) — напоминает собой алмаз.

Градиенты используются как в растровой, так и в векторной графике. Широкое применение они нашли в дизайне (в частности, в веб-дизайне).